# 长江路街道 (青岛市)
长江路街道是中国山东省青岛市黄岛区下辖的一个街道。成立于1996年4月23日，在黄岛区与胶南市合并前是黄岛区政府驻地，现为黄岛区东部城区经济中心。

## 行政区划
下辖以下地区：
丁家河社区、焦家庄社区、井冈山路社区、武家庄社区、车家岭社区、西于家河社区、钱塘江路社区、官厅社区、濠北头社区、太行山路社区、武夷山路社区、东于家河社区、张宝湾社区、武当山路社区、新时代小区社区、紫金山小区社区、阿里山小区社区、香江路社区、江山南路社区、玉山路社区、富春江路社区、长江中路社区、北江支路社区、台子沟社区、八里庄社区、荒里社区、扒山社区、岔河社区、戴戈庄社区、薛辛庄社区、两埠岸社区、王家港社区、花科子社区、高家台社区和周家夼社区。

## 人口
2010年中国第六次人口普查时，长江路街道共有人口198710人。共有家庭57476户，平均每户2.52人。14岁以下的少年儿童共23869人，占总人口12.01%；15-64岁人口共167027人，占总人口84.05%；65岁及以上的老年人共7814人，占总人口的3.932%。男性共计104268人，占总人口52.47%；女性共计94442，占总人口47.52%。本地居住的人口中，拥有本地户籍的人口为74254人，占37.36%。